# Laura Bechtolsheimer
Laura Tomlinson (nascida Bechtolsheimer) MBE (Mainz, 31 de janeiro de 1985) é uma adestradora de elite britânica, campeão olímpica.

## Carreira
Laura Tomlinson  representou seu país nos Jogos Olímpicos de 2008 e 2012, na qual conquistou no adestramento individual o bronze e por equipes a medalha de ouro, em Londres 2012. 